# Lilicub
 (février 2017).
Si vous disposez d'ouvrages ou d'articles de référence ou si vous connaissez des sites web de qualité traitant du thème abordé ici, merci de compléter l'article en donnant les références utiles à sa vérifiabilité et en les liant à la section « Notes et références ».
Lilicub est un groupe musical français fondé en 1992, formé de Benoit Carré, Philippe Zavriew et Catherine Diran, essentiellement connu pour son tube de 1996, Voyage en Italie.

## Histoire
Le groupe est initialement un trio composé de Catherine Diran, son compagnon Benoit Carré (frère de l'actrice Isabelle Carré) et Philippe Zavriew. 
Benoît rencontre Catherine lors d'un festival de jazz à Aiguillon en 1992, ils forment le groupe avec Philippe dans la foulée. Fin 1993, Lilicub signe un contrat de production avec le label Remark et sort son premier album en 1994. Un premier single, Au bout du compte, sort début 1995. 
Le deuxième titre du groupe, Voyage en Italie, assure sa renommée en atteignant la 7e place du Top 50 au printemps 1996. Lilicub est nommé aux Victoires de la musique 1997 dans la catégorie Révélation de l'année et reçoit le prix Sacem Roger-Seiller du Meilleur groupe français en 1998. Cette même année, Lilicub publie son deuxième album, La Grande Vacance. 
Le groupe entame ensuite des collaborations avec des artistes japonais comme Taeko Onuki et Noriko Kato. Son troisième album français intitulé Zoom est conçu à la manière d'un film et sort en 2001. En 2005, le groupe devenu duo entame dans toute la France une longue tournée, Honda legend, pour promouvoir de nouvelles chansons. Cette tournée sera le point de départ d'un nouvel album, Papa a fait mai 68, qui sort en 2008. Le groupe y fait de l'intime un nouveau champ d'expérimentation.
Le dernier concert recensé de Lilicub se tient à Paris, en 2010.

## Autres activités
Parallèlement à leur groupe, Benoît Carré travaille en tant qu'auteur-compositeur pour d'autres interprètes de la chanson française ou tout seul, notamment dans le cadre de son projet Skygge, qui engage des technologies d'Intelligence Artificielle. Catherine Diran quant à elle écrit des polars (J'aime pas les actrices et Kill parade, édités au Masque).
Philippe Zavriew est devenu éditeur de musique chez Peermusic et a monté le groupe Sixty Eight, qui sort en 2013 son premier album avec Antoine Gaillet intitulé The Story of Jack Moses Boyd.

## Discographie

### Participations
Précision : chacun des quatre albums hommages suivants ne contient qu'un seul titre interprété par Lilicub.